# Claudio Ranieri
Claudio Ranieri (Róma, 1951. október 20. –) olasz labdarúgó, edző.
A 2006–2007-es idényt még az olasz Sky Sport televíziónál kezdte szakkommentátorként, 2007. február 12-től azonban már a Parma kispadján ült. Innen távozott, majd 2007. június 4-én bejelentették, hogy ő lesz a Juventus edzője. Utóbbi csapatnál hivatalosan 2007. július 1-jén kezdte meg a munkát. Itt 2009-ig dolgozott, majd 2011-ig az AS Roma edzője volt.
2015-ben Angliába szerződött a Leicester City csapatába, ahol az egyesülettel megnyerte a bajnokságot a 2015–2016-os szezonban, azt követően, hogy az előző szezonban a csapat majdnem kiesett. Ezen sikeréért a szezon edzőjének választották Angliában és az LMA az év edzőjének nevezte.  Kitüntették az Olasz Köztársaság Érdemrendjével és a 2016-os FIFA Az év férfi vezetőedzője díj mellett elnyerte az Enzo Bearzot-díjat is, amelyet minden évben az év legjobb olasz vezetőedzője kap. 2017 februárjában kirúgta a csapat.

## Pályafutása játékosként
Játékosként a Roma, a Catanzaro, a Catania és a Palermo mezét viselte.
Gyermekként egy római kis csapatban, az olasz főváros San Saba nevű városrészében kezdett futballozni. Ekkor még támadóként lépett pályára és igen tehetségesnek bizonyult. Ezután – 11 esztendősen – egy római amatőr klubhoz, a Dodicesimo Giallorosso csapatához került. Itt fedezte fel őt Helenio Herrera edző, és magával vitte az AS Romához. Ranieri ekkor 17 éves volt, a juniorcsapatban kapott helyet, de egyre nehezebben ment neki a góllövés. Ezért aztán edzője, Antonio Trebiciani gondolt egyet és Ranierit a védelembe helyezte. Itt is ragadt, ez maradt a végső posztja.
Ranieri 1973. november 4-én mutatkozott be a Serie A-ban, a Genoa–Roma találkozón, amely a hazaiak 2:1-es győzelmével zárult. Abban az idényben hat mérkőzést játszott, aztán a Serie B-s Catanzaro csapatához igazolt. A klub 1976-ban feljutott, Ranieri pedig ettől kezdve 1982-ig összesen 128 mérkőzésen lépett pályára a Catanzaro színeiben az első osztályban. Pályafutása utolsó szakaszát további három dél-olasz csapatban töltötte: a Cataniában, a Napoliban és a Palermóban.

## Edzői pályája

### A kezdetek
Edzői pályáját a tartományi bajnokságban szereplő Vigor Lamezia csapatnánál kezdte, 1986-ban, aztán a C1-es – tehát harmadosztályú – Campania Puteolana nevű klubnál folytatta. 1988-ban az első komolyabb feladat várt rá, amikor is leült a Cagliari kispadjára: nagyon sikeres volt, 1989-ben klubjával megnyerte a harmadik ligás csapatok számára kiírt Olasz Kupát, 1991-ben pedig a Cagliari már a Serie A-ban szerepelhetett. Innen Nápolyba vitte az útja az SSC Napolihoz, ahol negyedik helyet ért el a klubbal, ez pedig európai kupaszereplést jelentett. Nápolyi pályafutása váratlanul ért véget, 1993-ban.

### Firenzei sikerei
Az 1993-1994-es szezonban került Firenzébe, ahol a jelentős múlttal bíró, de abban az évben csak a másodosztályban szereplő Fiorentina vezetését vette át. A cél a feljutás volt, amely teljesült is, hiszen a Fiorentina megnyerte a másodosztályt. A siker fő zálogának Ranierit és a fiatal támadót, Gabriel Omar Batistutát tartották. Ez az idény egy négy évig tartó, gyümölcsöző kapcsolat kezdete volt. Csupán egy dolog árnyékolta be a sikereket: 1993. november 5-én elhunyt a klub elnöke, Mario Cecchi Gori. Ranieri mindent megtett, hogy elfeledtesse a tragédiát: újoncként a csapat a 10. helyet szerezte meg, Batistuta pedig 26 góllal gólkirály lett. Ráadásul felállított egy olasz rekordot, amelyet a mai napig sem tudtak megdönteni: egymást követő 11 mérkőzés mindegyikén betalált. A következő idény minden várkozást felülmúlt: a Fiorentina negyedik helyen zárt és megnyerte az Olasz Kupát is. A sorozat elődöntőjében az Intert búcsúztatta, a döntőben pedig 3:0-s összesítéssel az Atalantát győzte le.
Az 1996-1997-es idény bár jól indult (Szuperkupa-győzelem a Milan ellenében), a bajnokságban csak a kilencedik helyet sikerült megszerezni. Ez volt Ranieri utolsó szezonja Firenzében, az idény végén Alberto Malesani váltotta.

### Edzősködés külföldön
1997-ben úgy döntött, hogy más országban is kipróbálja magát: összesen 8 évet töltött Olaszországon kívül, így ő lett az az olasz edző, aki a legtöbb ideig edzősködött külföldön. Először Spanyolországba került, a Valencia csapatához. 1999-ben Király Kupát nyert a csapatával, ugyanezen év nyarán pedig az Atletico Madridhoz szerződött, azonban innen gyorsan távozott, a klub pedig az idény végén kiesett az első osztályból. 2000-ben az angol Chelsea-hez került, de az itt töltött négy idény alatt nem nyert semmit. Legnagyobb eredménye egy Bajnokok Ligája elődöntő és egy bajnoki ezüstérem volt, mindkettő 2004-ben. Ranieri 199 mérkőzésen vezette a Chelsea-t, ezalatt 107 mérkőzést nyertek a londoniak. 2004 nyarán visszatért Valenciába, megnyerte az Európai Szuperkupát a Porto ellenében, de egy csúfos bukás, a Steaua Bukarest elleni kiesés az UEFA-kupából Ranieri állásába került. A bajnokságban sem szerepelt jól a csapat: akkor, amikor Ranieri távozott, csupán a hatodik helyen álltak.

### Visszatérés Olaszországba: a Parma és a Juventus
Immár 10 éve nem dolgozott olasz csapatnál (két évig pedig egyáltalán nem edzősködött), amikor 2007. február 12-én leült a Parma kispadjára azzal a céllal, hogy a csapatot megmentse a kieséstől. A munka rosszul kezdődött: a Sporting Braga elleni kupamérkőzésen, a Sampdoria elleni bajnokin, majd a Sporting Braga elleni visszavágón is kikapott a Parma. Majd négy döntetlen után eljött az első siker is, a Siena ellen. Aztán egy várható vereség (az Inter ellen) után a következő öt mérkőzésen négy győzelmet aratott Ranieri gárdája. Ezután már csak egyszer kapott ki a Parma, az Empoli elleni hazai győzelemmel pedig biztossá vált a bennmaradása. Ranieri tehát egy sikeres félév után hagyhatta el a várost 2007. május 31-én, az utolsó mérkőzése a Carpenedolo elleni barátságos találkozó volt (1:1). Bár néhány napig makacsul tartotta magát a hír, hogy visszatér Angliába és a Manchester City edzője lesz, ő inkább elfogadta a Juventus hívását: 2007. június 4-én hivatalossá vált, hogy a Juventusnál folytatja, ténylegesen pedig 2007. július 1-jén állt munkába. Szerződése 2010. június 30-ig kötötte volna Torinóba, ám az első jó idénye után (amikor is 3. lett a csapattal), a második szezonjában ez az eredmény már nem volt elfogadható, és miután 8 meccses nyeretlenségi sorozatot produkált (melyre 1983 óta nem volt példa a Juventus történelmében) és a szurkolók is kikezdték, végül a vezetőség 2009. május 18-án menesztette. Az utolsó 2 mérkőzésre Ciro Ferrara ült az olasz rekordbajnok kispadjára.

### Monaco
Rövid és sikertelen szerepvállalása után az Internazionalénál, 2012. május 30-án felkérték a francia másodosztályú AS Monaco FC edzőjének. Ugyan visszajuttatta a csapatot az élvonalba, 2014 májusában a Monaco felmondta Ranieri szerződését.

### Görögország
Ranierit Fernando Santos távozása után nevezték ki a görög válogatott élére. 2014. november 15-én azonban menesztették, miután otthon kikaptak a feröeri válogatottól.

### Leicester City
A görögországi kitérőt követően Leicester City csapatánál kezdte el a munkát. Nemcsak Anglia, hanem az egész világ meglepetésére két fordulóval a Premier League szezonjának vége előtt elhódította a rókák csapatával az angol bajnoki trófeát.

### Nantes
2017. június 13-án a francia FC Nantes vezetőedzője lett. 2018. május 17-én közös megegyezéssel szerződést bontott a klubbal.

### Fulham
2018 novemberében az angol élvonalban a kiesés ellen küzdő Fulham élére nevezték ki. 2019 februárjában menesztették, miután 16 bajnokin csak három győzelmet ért el csapatával és tízszer kikapott.

### AS Roma
2019 márciusában az olasz AS Roma nevezte ki, a gyenge szereplés miatt elbocsátott Eusebio Di Francesco helyére. 2019. május 10-én hivatalos közleményben jelentették be, hogy az idény végétől nem Ranieri fogja irányítani a klubot. A szerződés egyébként is az idény végéig szólt az olasz tréner számára.
2024 november 14-én ismét az AS Roma edzőjének nevezték ki.

### Sikerei edzőként
Cagliari
- harmadosztályú bajnok: 1988-89
- másodosztály: feljutás 1989-90

Fiorentina
- másodosztályú bajnok: 1993-94
- olasz kupagyőztes: 1995-96
- olasz szuperkupa-győztes: 1996

Valencia
- Intertotó-kupa-győztes: 1998
- spanyol kupagyőztes: 1998-99
- UEFA-szuperkupa-győztes: 2004

Monaco
- másodosztályú bajnok: 2012-13

Leicester City
- angol bajnok: 2015-16

Az év edzője a FIFA szavazásán2016

## Edzői Statisztika
Legutóbbi frissítve: 2021. november 20-án lett.
| Cagliari        | olasz    | 1988. július 1.      | 1991. június 30.   | 72   | 23  | 30  | 19  | 31.94 |
| Napoli          | olasz    | 1991. július 1.      | 1993. június 30.   | 68   | 25  | 24  | 19  | 36.76 |
| Fiorentina      | olasz    | 1993. július 1.      | 1997. június 30.   | 140  | 56  | 50  | 34  | 40    |
| Valencia        | spanyol  | 1997. szeptember 19. | 1999. június 26.   | 76   | 35  | 15  | 26  | 46.05 |
| Atlético Madrid | spanyol  | 1999. július 1.      | 2000. március 3.   | 38   | 9   | 11  | 18  | 23.68 |
| Chelsea         | angol    | 2000. szeptember 18. | 2004. május 31.    | 199  | 107 | 46  | 46  | 53.77 |
| Valencia        | spanyol  | 2004. június 16.     | 2005. február 25.  | 36   | 15  | 9   | 12  | 41.67 |
| Parma           | olasz    | 2007. február 12.    | 2007. május 31.    | 16   | 7   | 3   | 6   | 43.75 |
| Juventus        | olasz    | 2007. február 12.    | 2009. május 18.    | 94   | 46  | 30  | 18  | 48.94 |
| Roma            | olasz    | 2009. szeptember 1.  | 2011. február 20.  | 90   | 50  | 17  | 23  | 55.56 |
| Internazionale  | olasz    | 2011. szeptember 22. | 2012. március 26.  | 35   | 17  | 5   | 13  | 48.57 |
| Monaco          | francia  | 2012. május 30.      | 2014. május 20.    | 52   | 32  | 12  | 8   | 61.54 |
| Görögország     | görög    | 2014. július 25.     | 2014. november 15. | 4    | 0   | 1   | 3   | 0     |
| Leicester City  | anglia   | 2015. július 25.     | 2017. február 23.  | 81   | 36  | 22  | 23  | 44.44 |
| Nantes          | francia  | 2017. június 13.     | 2018. május 17.    | 41   | 14  | 10  | 16  | 36.59 |
| Fulham          | angol    | 2018. november 14.   | 2019. február 28.  | 17   | 3   | 3   | 11  | 25    |
| Roma            | olasz    | 2019. március 8.     | 2019. május 26.    | 12   | 6   | 4   | 2   | 50    |
| Sampdoria       | olasz    | 2019. október 12.    | 2021. június 30.   | 72   | 27  | 13  | 32  | 37.5  |
| Watford         | angol    | 2021. október 14.    | jelenlegi          | 5    | 2   | 0   | 3   | 40    |
| Összesen        | Összesen | Összesen             | Összesen           | 1330 | 621 | 357 | 352 | 46.69 |